# Sint-Gertrudiskerk (Lottum)
De Sint-Gertrudiskerk is de rooms-katholieke parochiekerk van de Limburgse plaats Lottum.

## Geschiedenis
De eerste kerk of kapel op deze plek stond er vermoedelijk al vóór 1400. Volgens een gevelsteen werd de toren in 1498 gebouwd. De kerk werd rond 1877 gerestaureerd door Pierre Cuypers, die o.a. een priesterkoor aan het gebouw toevoegde.
Op 23 november 1944 bliezen de Duitsers de toren op waarbij ook de kerk werd verwoest. Alleen de zwaar beschadigde buitenmuren van de kerk stonden na de oorlog nog enigszins overeind. Het hardstenen doopvont uit de 12e eeuw heeft de verwoesting overleefd en uiteindelijk een plek gekregen in de nieuwe kerk. De twee klokken van respectievelijk 1700 kg en 1190 kg waren al eerder door de Duitsers geroofd. 
Men besloot dat de kerk te zwaar beschadigd was om te herstellen. De ruïne werd gesloopt met de bedoeling om de stenen zoveel mogelijk her te gebruiken voor het herstel van andere monumentale gebouwen. Naar ontwerp van Joseph Franssen werd de kerk in 1950-1951 herbouwd. De toren werd pas in 1959 gerealiseerd en heeft een hoogte van ca. 69 meter.